# بين أوستين (متسابق يخت)
بين أوستين (بالإنجليزية: Ben Austin)‏ هو متسابق يخت أسترالي، ولد في 16 يوليو 1982 في سيدني في أستراليا.

## روابط خارجية
- بن أوستين على موقع الاتحاد الدولي للملاحة الشراعية (موقع جديد) (الإنجليزية)
- بن أوستين على موقع الاتحاد الدولي للملاحة الشراعية (موقع قديم) (الإنجليزية)
- بن أوستين على موقع اللجنة الأولمبية الدولية (الإنجليزية)
- بن أوستين على موقع أوليمبيديا (الإنجليزية)
- بن أوستين على موقع اللجنة الأولمبية الأسترالية (الإنجليزية)